# Asanbosam
Asanbosam, nebo obecněji Sasabonsam, je folklórní bytost podobná upírovi vyskytující se v akanské kultuře. Vyskytuje se ve folklóru Akanů v jižní Ghaně, Pobřeží slonoviny, Togu i na Jamajce, kam byli zotročení Akanové přivezeni v 18. století. Říká se o nich, že mají železné zuby, růžovou kůži, dlouhé zrzavé vlasy a železné háky na nohou. Akanové věří že žijí na stromech a útočí shora.
V mytologii je obvykle zobrazován jako archetypální zlobr, podle A Dictionary of World Mythology je bytost popisována jako chlupatá s velkýma krví podlitýma očima, dlouhýma nohama a chodidly směřujícími oběma směry. Jeho oblíbeným trikem je sedět na vysokých větvích stromu, houpat nohama a tak zmást lovce. I v této verzi má železné zuby.